# Liste d'abréviations militaires belges
Pour les articles homonymes, voir Abréviations militaires.
Cette page présente quelques abréviations utilisées par l'armée belge.
La source officielle est : "Règlement interforces sur les abréviations militaires" (Armée belge)
Les abréviations les plus courantes sont reprises dans "l'aide-mémoire du Comd Bn Inf" Fascicule 1 État-Major édité par l'École d'infanterie N° EI/2669 Aou 71 et éditions suivantes.
- Haut – A
- B
- C
- D
- E
- F
- G
- H
- I
- J
- K
- L
- M
- N
- O
- P
- Q
- R
- S
- T
- U
- V
- W
- X
- Y
- Z

## A
- ABL : abréviation "unilingue" : contraction de Armée belge et du terme équivalent en néerlandais : Belgisch leger
- A2 : Règlement militaire belge d'ordre général
- A4 : Règlement d'intérieur
- AA : Anti Aérien
- AAA : Artillerie Antiaérienne
- AC : Artillerie de campagne (NL : VA)
- Ack : Accusé de réception
- Act : Active
- Adj : Adjoint
- Adjt : Adjudant
- Adjt Chef : Adjudant-chef
- Adjt Maj : Adjudant-major
- Adm : Administration
- Aé : Aérien (NL : Lu)
- Aie : Artillerie
- Amb : Ambulance
- Appro : Approvisionnement
- ArG : Arrière-garde ( NL : ArW)
- Armt : Armement ( NL : Bew)
- ASAP : As Soon As Possible. En français : Aussi vite que possible
- ATk : Anti Tank
- Aud : Auditeur

- Haut – A
- B
- C
- D
- E
- F
- G
- H
- I
- J
- K
- L
- M
- N
- O
- P
- Q
- R
- S
- T
- U
- V
- W
- X
- Y
- Z

## B
- B-Z abréviation de british zone, par extension devenu la dénomination du système d’immatriculation des véhicules des membres des Forces Belges en Allemagne
- BAM : Administrateur Militaire ( NL : MAB)
- BAMS : BELL ACEC MBLE SAIT-ELECTRONICS, radio utilisée par l'armée belge pourvue d'un système de cryptage
- BC : Bureau de comptabilité ( NL : CB)
- Bde : Brigade
- BEM : breveté d'état major
- Bie : Batterie ( NL : Bij)
- Bl : Blindé ( NL : Ps)
- BLOC : (Discipline de camouflage) Bruit / Lumière / Ordre / Circulation
- Bn : Bataillon
- BPS : Bureau postal secondaire ( NL : SPB)
- Brig : Brigadier
- Brig-Chef : Brigadier-chef
- BT : Bureau de tir ( NL : SB)

- Haut – A
- B
- C
- D
- E
- F
- G
- H
- I
- J
- K
- L
- M
- N
- O
- P
- Q
- R
- S
- T
- U
- V
- W
- X
- Y
- Z

## C
- Ca : Camion
- Capt : Capitaine
- Cav : Cavalier, cavalerie
- CBT : Communique / Bouger / Traiter
- CCMed : Centre de Compétence du Service Médical
- Cdo : Commando (prononcé codo, généralement 2 codo pour le deuxième bataillon commando)
- Cdt : Capitaine-commandant
- CERTEX: Certification Exercice
- CFM : Centre de Formation Militaire
- Chauf : Chauffeur
- CI : Centre d'instruction (NL : OC)
- Cie : Compagnie
- CInt : Contre-intelligence
- CIS : Communication & Information Systems. En français : Systèmes de Communication & d'Information (anciennement voir : TTr)
- Cit : Citerne
- Civ : Civil ( NL : Burg)
- CHOD : Chief of Defence. En français : Chef de la Défense.
- CMC : Cantine Militaire Centrale (NL : MHK)
- CMed : Commandant médical
- CLC : Caporal Chef (plus rarement Cpl Chef)
- CLog : Commandant de la logistique, Centre logistique
- CO : Commanding Officer
- Col : Colonel ( NL : Kol)
- Com tel : Communication téléphonique
- Comd : Commandant (d'une unité)
- Comd 2d : Commandant en second
- Comd Esc : Commandant d'escadron (Cav), d'escadrille ( NL : SmdComd)
- Comdt : Commandement ( NL: Comdo)
- COps : Centre d'opérations ( NL : OpsC)
- Cpl : Caporal ( NL : Kpl)
- Cpl Chef : Caporal-chef ( NL : Kpl Chef)
- CPS : Contrôle Personnel de Sécurité
- CPX : Command Post Exercice
- CTr : Centre de transmissions
- CMC : abréviation : Cantine Militaire Centrale (chaîne de magasins d'alimentation, d'électro et fournisseur des mess, clubs et cantines pour les personnels membres des FBA (Forces belges en Allemagne) (équivalent en néerlandais : MHK)
- COR : Candidat officier de réserve (équivalent en néerlandais : KRO)
- CRT : Close Range Techniques
- CSM : Company Sergeant Major (sous-officier de compagnie)
- CSOR : Candidat sous-officier de réserve (équivalent en néerlandais : KROO)
- CSOC : candidat sous-officier de carrière
- CSOM : candidat sous-officier momentané
- CTrE: Centre de Transmission et d'Ecolage
- 1CC: 1 Caporal-chef
- CSE: Combat Shooting Évaluation (3-400m)

- Haut – A
- B
- C
- D
- E
- F
- G
- H
- I
- J
- K
- L
- M
- N
- O
- P
- Q
- R
- S
- T
- U
- V
- W
- X
- Y
- Z

## D
- DOPAM : Mot Mnémotechnique pour une bonne position de tir (Dissimulation - Observation - Protection - Accès - Maniement de l'arme)
- Demob : Démobilisation
- Den : Dentiste
- Dir : Direction ( NL : Richt)
- Dires: Direction de Surveillance
- Dis : Distribution
- Div : Division
- Doc : Document
- DTG : Groupe date-heure
- DZ : drop zone (zone de largage)

- Haut – A
- B
- C
- D
- E
- F
- G
- H
- I
- J
- K
- L
- M
- N
- O
- P
- Q
- R
- S
- T
- U
- V
- W
- X
- Y
- Z

## E
- EIS : abréviation "unilingue" : contraction de Ecole d'Infanterie et du terme équivalent en néerlandais : Infanterieschool (Arlon)
- EM : État-Major (NL : St)
- EMT : Emergence Medical Technician
- ENDEX : Fin d'exercice
- Eqt : Equipement
- ERM : École Royale Militaire (NL : KMS)
- ERSM : École Royale du Service Médical (actuellement : CCMed : Centre de Compétence du Service Médical)
- ERSO : École Royale des Sous-Officiers (Saffraanberg)
- Esc : Escadron (NL : Esk)
- Esc : Escadrille (NL : Smd)
- Ext : Extension

- Haut – A
- B
- C
- D
- E
- F
- G
- H
- I
- J
- K
- L
- M
- N
- O
- P
- Q
- R
- S
- T
- U
- V
- W
- X
- Y
- Z

## F
- FBA : Forces belges en Allemagne (équivalent en néerlandais : BSD)
- FAL : Fusil automatique léger
- FALo : Fusil automatique lourd
- FH : Fuseau hertzien ( NL : HzB)
- Fmn : Formation
- Freq : Fréquence
- FT : Force terrestre ( NL : LM)
- FTX : Field Training Exercise
- Fu : Fusil ( NL : Gw)
- Fus : Fusilier
- FORMATOSE : (forme / ombre / reflet / mouvement / arrière-plan / tons (couleurs) / odeur / son / électromagnétisme) synonyme de camouflage, mot mnémotechnique y faisant référence dans le "manuel de phase d'initiation militaire" ou "manuel du soldat" et l'ayant remplacé petit à petit (tes gants fluos là, c'est pas formatose ça), bien que l'acronyme spécifique à la discipline de camouflage soit le BLOC.

- Haut – A
- B
- C
- D
- E
- F
- G
- H
- I
- J
- K
- L
- M
- N
- O
- P
- Q
- R
- S
- T
- U
- V
- W
- X
- Y
- Z

## G
- Gd : Gendarmerie
- Gen : Général
- Gen Bde : Général de brigade ( NL : Bde Gen)
- Gen Maj : Général-major
- Gn : Génie
- Gp : Groupe
- Gpt : Groupement
- GR : Enregistrement des tombes

- Haut – A
- B
- C
- D
- E
- F
- G
- H
- I
- J
- K
- L
- M
- N
- O
- P
- Q
- R
- S
- T
- U
- V
- W
- X
- Y
- Z

## H
- HCM : Hôpital chirurgical mobile
- HESM : Hôpital d'évacuation semi-mobile (lors de l'occupation de l'Allemagne, c'était le cas des hôpitaux militaires de Soest (1HESM) et de Cologne (7HESM))
- Heli : Hélicoptère
- Hosp : Hôpital
- Hr : Heure
- Hy : Lourd
- HLZ : zone d'atterrissage d'hélicoptère)
- HM : Hôpital militaire (il n'en reste qu'un, situé à Neder-over-Hembeek)

- Haut – A
- B
- C
- D
- E
- F
- G
- H
- I
- J
- K
- L
- M
- N
- O
- P
- Q
- R
- S
- T
- U
- V
- W
- X
- Y
- Z

## I
- Ident : Identification
- Inf : Infanterie
- Info : Information
- Infra : Infrastructure
- Insp : Inspection
- Instr : Instruction
- IPR : Image & Public Relations. En français : Image & Relations Publiques (IPR)
- ISC : Information sociale et culturelle

- Haut – A
- B
- C
- D
- E
- F
- G
- H
- I
- J
- K
- L
- M
- N
- O
- P
- Q
- R
- S
- T
- U
- V
- W
- X
- Y
- Z

## J
- JC : Jerrycan
- Jump : (Être en) position de faire mouvement dans une autre zone afin d'y reprendre les Transmissions (procédure des unités TTr)

- Haut – A
- B
- C
- D
- E
- F
- G
- H
- I
- J
- K
- L
- M
- N
- O
- P
- Q
- R
- S
- T
- U
- V
- W
- X
- Y
- Z

## K
- KSS : "École royale du Service de santé" : abréviation "unilingue" : contraction du néerlandais "Koninklijke school" (= "École royale") et du français Service de santé"

Equivalent en français : Ecole Royale du Service Médical (ERSM).
- Haut – A
- B
- C
- D
- E
- F
- G
- H
- I
- J
- K
- L
- M
- N
- O
- P
- Q
- R
- S
- T
- U
- V
- W
- X
- Y
- Z

## L
- LO : Officier de liaison
- Log : Logistique
- Lt : Lieutenant
- Lt Col : Lieutenant-colonel ( NL : Lt Kol)
- Lt Gen : Lieutenant général
- LZ : Landing Zone (zone d'atterrissage)

- Haut – A
- B
- C
- D
- E
- F
- G
- H
- I
- J
- K
- L
- M
- N
- O
- P
- Q
- R
- S
- T
- U
- V
- W
- X
- Y
- Z

## M
- MAT : Matelot
- MOC : Main-d'œuvre civile (équivalent en néerlandais : BAK)
- 1MDLC : Premier Maréchal des logis-chef (NL : 1OWM)
- Maint : Maintenance
- Maj : Major
- Man : Manœuvre
- Mat : Matériel
- Max : Maximum
- MDN : Ministère de la Défense Nationale ( NL : MLV)
- MDL : Maréchal de logis ( NL : WM)
- Med : Médecin
- Mec : Mécanisé
- MEDEVAC : Evacuation sanitaire
- Men : Ménage ( NL : Huish)
- Mil : Militaire
- MOD : Minister of Defence. En français : Ministre de la Défense
- Mod : Modèle
- Mov : mouvement
- MP : Police Militaire
- Msg : Message
- Msl : Missile
- MTO : Officier de transport
- MTR : Maître
- Mun : Munition

- Haut – A
- B
- C
- D
- E
- F
- G
- H
- I
- J
- K
- L
- M
- N
- O
- P
- Q
- R
- S
- T
- U
- V
- W
- X
- Y
- Z

## N
- Nb : Nombre
- NRBC : Nucléaire, radiologique, biologique et chimique
- No : Numéro
- NTW: Notice To Work

- Haut – A
- B
- C
- D
- E
- F
- G
- H
- I
- J
- K
- L
- M
- N
- O
- P
- Q
- R
- S
- T
- U
- V
- W
- X
- Y
- Z

## O
- OSC : Officier socio-culturel
- OTSS : Officier troupe du Service de santé (c'est-à-dire officier à l'exclusion des professionnels de la santé (médecin, pharmacien, dentiste, vétérinaire, kinésithérapeute))
- OTSM : Officier des troupes du Service Médical (terme employé en remplacement de OTSS)
- Offr : Officier
- OG : Ordre général ( NL : AO)
- OJ : Ordre journalier ( NL : DO)
- OP : Ordre permanent ( NL : SO)
- Ops : Opération
- Org : Organisation
- OTr : Officier de transmission ( NL : TrO)
- OTC : Officier in Tactical Command
- One and One : Rations de combat pour 24 heures (1 & 1 Lunch Packet)

- Haut – A
- B
- C
- D
- E
- F
- G
- H
- I
- J
- K
- L
- M
- N
- O
- P
- Q
- R
- S
- T
- U
- V
- W
- X
- Y
- Z

## P
- PAMCERLO : Protection / Armement / Munition / Camouflage / Equipement / Radio / Logistique / Ordre
- Para : Parachutiste
- PC : Poste de commandement ( NL : CP)
- Perm : Permanence.
- Pers : Personnel
- PG : (1) Parade Ground, plaine de parade. (2) Pied de guerre ( NL : OV pour oorlogsvoet) ou Prisonnier de guerre ( NL : KG pour krijgsgevangene)
- Ph : Pharmacie
- Pha : Pharmacien
- PI : Personnel d'installation
- PIn : Point d'entrée
- Pk : Parc
- Pl : Peloton
- PO : Par ordre
- POC : Personne de contact
- POL : Carburants et lubrifiants OU Proportionnel / Opportun / Légal
- Posn : Position
- POut : Point de sortie
- PP : Pied de paix ( NL : VV pour vredesvoet)
- Pro : Prévôté
- PRA : Poste Radio d'Abonné (du système RITA)
- Prov : Province

- Haut – A
- B
- C
- D
- E
- F
- G
- H
- I
- J
- K
- L
- M
- N
- O
- P
- Q
- R
- S
- T
- U
- V
- W
- X
- Y
- Z

## Q
- QSM : quarter sergeant major
- QM : Magasin interne au quartier militaire fournissent de l'équipement (vêtements et matériels)
- QG : Quartier général ( NL : HK)
- Qu : Quartier ( NL : Kw)

- Haut – A
- B
- C
- D
- E
- F
- G
- H
- I
- J
- K
- L
- M
- N
- O
- P
- Q
- R
- S
- T
- U
- V
- W
- X
- Y
- Z

## R
- RACLOAR : Mot Mnémotechnique utilisé lors d'une réaction au contact : Riposter - A couvert - "Contact Wait Out" - Localiser l'ennemi - Ordres de tir - Améliorer la position - Renseigner
- RSM : Regiment Sergeant Major
- Rav : Ravitaillement
- Recce : Reconnaissance
- Recup : Récupération(s) (congé(s) ou en état de repos physique)
- Ref : Référence
- Reg : Règlement
- Regt : Régiment
- Rem : remorque ( NL : AhW)
- Rens : Renseignement ( NL : Int)
- Rft : Renfort
- RP : Regiment Police
- RITA : Réseau Intégré des Transmissions Automatique

- Haut – A
- B
- C
- D
- E
- F
- G
- H
- I
- J
- K
- L
- M
- N
- O
- P
- Q
- R
- S
- T
- U
- V
- W
- X
- Y
- Z

## S
- SAFN : Fusil semi-automatique FN (Fabrique Nationale)
- SD : Service Dress
- Sec Pers : section qui gère le personnel sur le plan administratif
- SM : Soldat Milicien (à l'époque de la conscription qui était appelée milice en Belgique)
- SM : Service Médical (terme utilisé en remplacement de Service de Santé)
- SP : contraction de Sec Pers cette abréviation est suivie du numéro de la section
- SS : Service de santé
- SSM : Squadron Sergeant Major
- 1Sdt : Premier soldat
- 1Sgt : Premier sergent
- 1Sgt Chef : Premier sergent-chef
- 1Sgt Maj ou 1SM : Premier sergent-major
- Sdt : Soldat
- Sec : Section
- Sec Pers : Bureau de la section du personnel, s'occupant de la gestion administrative du militaire (documents, soldes et prestations)
- Sgt : Sergent
- SLt : Sous-lieutenant ( NL : OLt)
- SOffr : Sous-officier ( NL : OOffr)
- Sp : Appui
- Sqn : Squadron
- Srt : Secrétariat
- Sv : Service ( NL : Dst)
- SDRA : Service de documentation, de renseignements et d'action
- SDRA II : La section de la sécurité militaire
- SDRA III : La section de contre-ingérence
- SDRA IV : Le détachement de la gendarmerie
- SDS : Special Delivery Service, estafette du courrier militaire postal
- SGRS : Service Général du Renseignement et de la Sécurité militaire

- Haut – A
- B
- C
- D
- E
- F
- G
- H
- I
- J
- K
- L
- M
- N
- O
- P
- Q
- R
- S
- T
- U
- V
- W
- X
- Y
- Z

## T
- TPJ : Train de permissionnaires journalier (à l'époque du service militaire obligatoire en Allemagne ; ce train desservait alternativement deux itinéraires) (équivalent en néerlandais : DVT)
- Tac : Tactique
- Thunder Flash : Bâton explosif puissant mais inoffensif et non destructeur (en prenant les précautions d'usage afin d'éviter des blessures), servant à simuler le lancement d'une grenade
- TACEVAL : Tactical Evaluation
- TD : Tableau de dotation ( NL : DT)
- Tk : Tank
- TM : Manuel technique
- TMAP : Tests Militaires d'Aptitude Physique
- Tp : Troupe
- Tpt : Transport
- Tr : Transmission
- Trg : Training
- Trn : Train
- TTr : Troupes de Transmissions. Ce terme n'existe plus depuis 2003, il a été remplacé par l'abréviation CIS Gp.
- TTX : Table Training Exercice

- Haut – A
- B
- C
- D
- E
- F
- G
- H
- I
- J
- K
- L
- M
- N
- O
- P
- Q
- R
- S
- T
- U
- V
- W
- X
- Y
- Z

## U
- U : Unité ( NL : E)

- Haut – A
- B
- C
- D
- E
- F
- G
- H
- I
- J
- K
- L
- M
- N
- O
- P
- Q
- R
- S
- T
- U
- V
- W
- X
- Y
- Z

## V
- VACHE : Vigilant / Abri / Camouflage / Hygiène / Equipement
- VC : Volontaire de carrière ( NL : BV)
- VCF : Volontaire de carrière féminine ( NL : VBV)
- VC(M) : Volontaire de carrière masculin ( NL : MBV)
- VCHOD : Vice Chief of Defence. En français : Vice Chef de la Défense.
- Veh : Véhicule ( NL : Vtg)
- Vet : Vétérinaire
- VCOtan : Volontaire de carrière OTAN

- Haut – A
- B
- C
- D
- E
- F
- G
- H
- I
- J
- K
- L
- M
- N
- O
- P
- Q
- R
- S
- T
- U
- V
- W
- X
- Y
- Z

## W
- W : Wing
- WP : Point de ravitaillement en eau (Water Point)

- Haut – A
- B
- C
- D
- E
- F
- G
- H
- I
- J
- K
- L
- M
- N
- O
- P
- Q
- R
- S
- T
- U
- V
- W
- X
- Y
- Z

## Z
- Z : Zone
- ZComb : Zone de combat ( NL : GevZ)

- Haut – A
- B
- C
- D
- E
- F
- G
- H
- I
- J
- K
- L
- M
- N
- O
- P
- Q
- R
- S
- T
- U
- V
- W
- X
- Y
- Z